# 小笠原信辰
小笠原 信辰（おがさわら のぶとき）は、越前勝山藩の第2代藩主。信嶺系小笠原家4代。

## 生涯
貞享3年（1686年）2月16日、小笠原信秀（越前勝山藩主・小笠原貞信の次男）の長男として江戸で生まれる。元禄15年（1702年）に祖父の貞信が隠居したため、祖父の養子として家督を継いだ。しかし実権は祖父の貞信がなおも握っており、さらに家督をめぐっての内紛も起こるなど、治世当初から混乱が起こった。
さらに元禄16年（1703年）、宝永3年（1706年）、正徳元年（1711年）、正徳5年（1715年）など連年にわたって大坂加番に任じられた上、江戸屋敷の焼失や公家接待の饗応役、勝山城の築城などの出費が重なって藩財政が苦しくなった。
享保4年（1719年）には病に倒れて藩政を執ることが困難になったため、享保6年（1721年）4月25日に家督を養子の信成に譲って隠居し、河内入道と号した。その後は白山温泉で療養していたという。享保21年（1736年）2月28日に勝山で死去した。享年51。

## 系譜

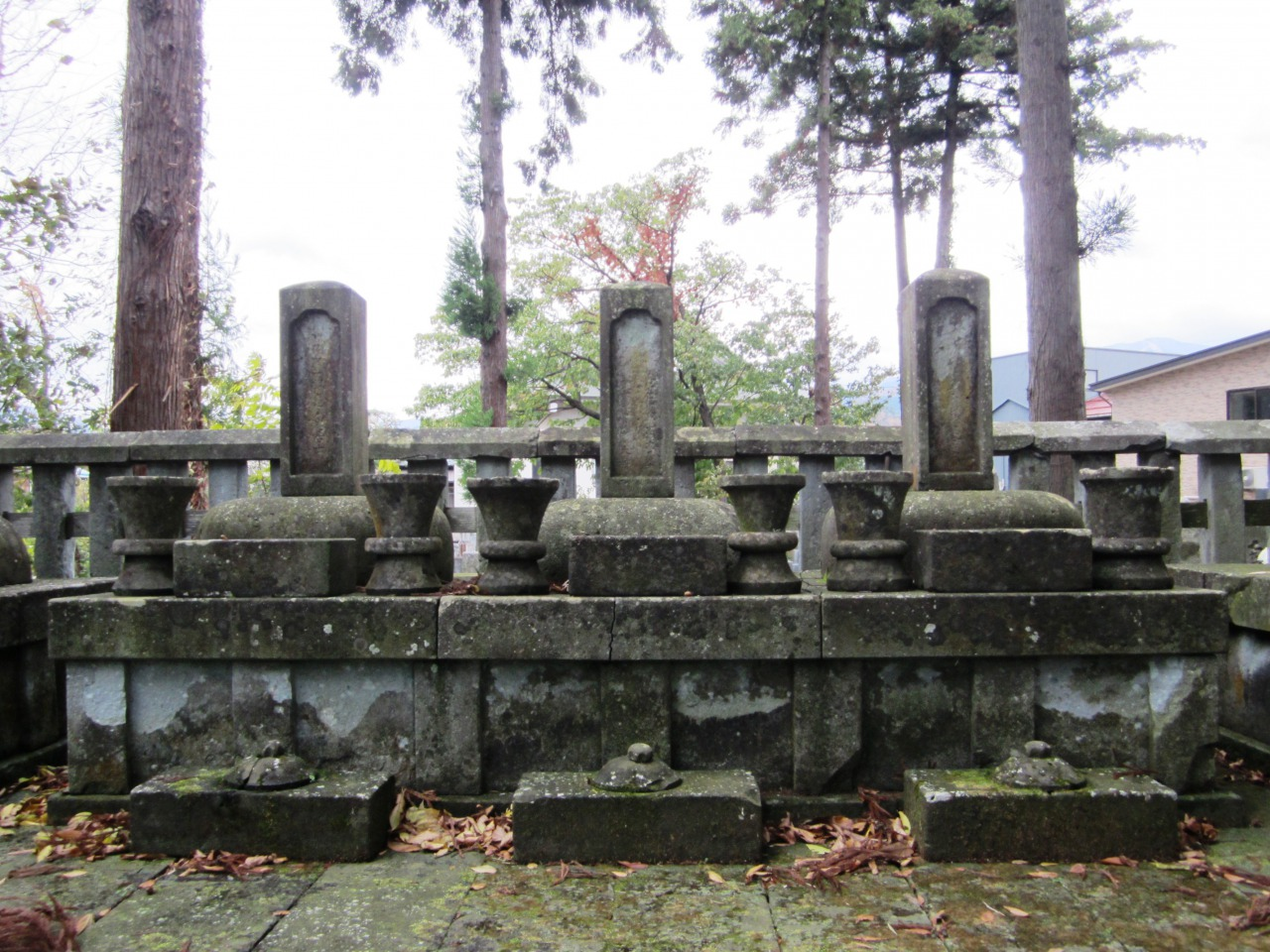
開善寺の墓（左）。中央は信成、右は信胤の墓。

父母
- 小笠原信秀（実父）
- 小笠原貞信（養父）

正室
- 水野忠直の娘

子女
- 小笠原信房（長男）
- 小笠原信成正室

養子
- 小笠原信成 ー 酒井忠隆の四男